# قسم نصرت أباد الريفي (مقاطعة ألبرز)
قسم نصرت أباد الریفي (بالفارسية: دهستان نصرت‌آباد) هي قسم تقع في إيران في قسم. يقدر عدد سكانها بـ 16,093 نسمة .